# Generali Open Kitzbühel 2024
Generali Open Kitzbühel 2024 — тенісний турнір, що проходив на ґрунтових кортах у місті Кіцбюель, Австрія з 22 до 27 липня. Належав до категорії ATP 250, був турніром серії Austrian Open Kitzbühel 2024 року.

## Фінальна частина

### Одиночний розряд
Маттео Берреттіні —  Юґо Ґастон 7–5, 6–3

### Парний розряд
Александер Ерлер /  Андреас Міс —  Константін Францен /  Гендрік Єбенс 6–3, 3–6, [10–6]